# Live 22th QuartAumentata
Live 22th QuartAumentata è un album dal vivo del gruppo musicale calabrese QuartAumentata, pubblicato nel 2021.

## Descrizione
L'album celebra il 22º anniversario della band, offrendo una selezione dei loro brani più amati eseguiti dal vivo. È stato pubblicato sia in formato vinile (edizione limitata) che in digitale.

## Formazione
- Paolo Sofia - voce, armonica a bocca
- Salvatore Gullace - chitarra, bouzouki, mandolino
- Giuseppe Platani - basso, chitarra, cavaquinho
- Massimo Cusato - percussioni

### Altri musicisti
- Piero Cusato - tastiere
- Massimo Diano - organetto, tamburelli
- Peppe Stilo - organetto, tamburelli
- Tonino Labate - batteria
- Federica Giordano - cori
- Marinella Rodà - cori

## Produzione
- Produzione artistica: QuartAumentata
- Produttore: Giuseppe Marasco

## Tracce
1. Balla balla (Live)
2. Santu nsertu (Live)
3. Fimmana (Live)
4. Lisciu comu a ll'ogghju (Live)
5. La morte apparente (Live)
6. Vola vola (Live)
7. Non mi vogghjiu maritari (Live)
8. Cococò (Live)
9. A storia è glià (Live)
10. Vai (Live)
11. 'Mbiviti nattru (Live)